# Председник СФРЈ

Заклињем се својом чашћу
и чашћу радног народа Југославије
да ћу све дужности 
председника Републике
извршавати предано и верно, 
да ћу се придржавати Устава и закона
и других одлука Народне скупштине, 
да ћу чувати и бранити 
суверенитет и достојанство 
Федеративне Народне Републике 
Југославије 
и да ћу све своје снаге залагати 
за даљи напредак и процват 
слободне и равноправне 

социјалистичке заједнице наших народа.

заклетва председника Републике од 14. јануара 1953.
Председник СФРЈ био је шеф државе од 1953. до 1980. године у Социјалистичкој Федеративној Републици Југославији (раније Федеративна Народна Република Југославија).
Једини носилац ове функције био је Јосип Броз Тито, који је 1974. изабран за председника без ограничења трајања мандата.

## Уставни закон из 1953.
Према Уставном закону о основама друштвеног и политичког уређења Федеративне Народне Републике Југославије и савезним органима власти (1953) председник Републике је био истовремено и председник Савезног извршног већа. Он је:
- представљао ФНРЈ у земљи и у међународним односима;
- проглашавао указом законе;
- издавао исправе о ратификацији међународних уговора и других споразума;
- постављао и опозивао указом амбасадоре и опуномоћене министре ФНРЈ;
- примао акредитивна и опозивна писма код њега акредитованих страних дипломатских представника;
- додељивао указом одликовања и почасна звања.

Имао је право да задржи од извршења акт Савезног извршног већа уз обавезу да спорно питање изнесе пред Савезну народну скупштину. Био је врховни командант оружаних снага и председник Савета народне одбране. Чланове овог савета именовало је Савезно извршно веће на предлог председника Републике.
Председник Републике се бирао из реда посланика Савезне народне скупштине, на заједничкој седници оба дома — Савезног већа и Већа произвођача. Кандидата за председника је могло предложити двадесет народних посланика, а председник би постајао кандидат који би добио већину гласова.
У случају одсутности, председника Републике замењивао је један од потпредседника Савезног извршног већа.

## Устав СФРЈ из 1963.
Према Уставу Социјалистичке Федеративне Републике Југославије (1963) председник Републике је представљао СФРЈ у земљи и иностранству и вршио друге политичко-извршне функције. Био је врховни командант оружаних снага Југославије.
Предлагао је Савезној скупштини једног њеног члана за председника Савезног извршног већа, који би затим подносио предлог за избор чланова Савезног извршног већа. Председник Републике је могао сазвати седницу Савезног извршног већа и ставити одређена питања на дневни ред његове седнице. Он је председавао седници којој је присуствовао.
Председник Републике је:
- проглашавао указом савезне законе,
- проглашавао одлуку Савезне скупштине о избору Савезног извршног већа, предлагао избор председника и судија Уставног суда, предлагао избор и разрешење чланова Савета федерације, предлагао именовање и разрешење заменика врховног команданта,
- постављао и опозивао указом амбасадоре и посланике Социјалистичке Федеративне Републике Југославије и примао акредитивна и опозивна писма од код њега акредитованих страних дипломатских представника, издавао исправе о ратификацији међународних уговора,
- додељивао одликовања,
- давао, сагласно савезном закону, помиловања за кривична дела предвиђена савезним законима,
- проглашавао ратно стање ако Савезна скупштина није била у могућности да се састане,
- оснивао одговарајуће службе за вршење послова из свог делокруга,
- вршио друга предвиђена права и дужности.

Председник Републике је на предлог Савезног извршног већа за време ратног стања или у случају непосредне ратне опасности доносио уредбе са законском снагом о питањима из надлежности Савезне скупштине. Ове уредбе би подносио на потврду Скупштини чим би она била у могућности да се састане. Имао је право да задржи од извршења уредбе и друге прописе Савезног извршног већа од општијег политичког значаја пре њиховог објављивања. Спорно питање износило се одмах пред Савезно веће ради доношења одлуке.
Председник Републике је уживао имунитет и био је одговоран Савезној скупштини. Ако је био изабран из редова посланика, престајао му је посланички мандат. Бирао се на време од четири године и могао је бити узастопно изабран још само једном. Ово ограничење није важило за Јосипа Броза Тита.
Савезна скупштина је бирала председника Републике на месец дана пре истека мандата актуелног председника. Кандидата за председника Републике могли су предложити Савезној скупштини најмање тридесет посланика, по сопственој иницијативи или на основу предлога Савезног одбора Социјалистичког савеза радног народа Југославије. Међу предлагачима, најмање по пет морали су бити изабрани из сваке републике, а половина свих предлагача морали су бити из редова чланова Савезног већа. За председника Републике био је изабран кандидат који је добио већину гласова свих савезних посланика. Изабрани председник давао је свечану изјаву пред Савезном скупштином.
Председника Републике, у случају одсутности, замењивао је у вршењу његових функција потпредседник Републике. Председник Републике је могао поверити потпредседнику да га заступа у вршењу одређених послова. Потпредседник Републике бирао се на време од четири године и није могао поново бити биран за наредни изборни период. Савезна скупштина је бирала потпредседника Републике одмах након избора председника Републике и по истом поступку. Потпредседник Републике, ако је био изабран из редова савезних посланика, задржавао је свој мандат.
Председник Републике је сазивао Савет федерације ради разматрања питања државне политике и делатности политичко-извршних и управних органа. Чланове Савета федерације је бирало, на предлог председника Републике, Савезно веће из редова савезних и републичких функционера, као и функционера друштвено-политичких и других организација.

## Устав СФРЈ из 1974.
Према Уставу Социјалистичке Федеративне Републике Југославије (1974) предвиђено је да Скупштина СФРЈ може, на предлог скупштина република и скупштина аутономних покрајина, изабрати Јосипа Броза Тита за председника Републике без ограничења трајања мандата на основу његове историјске улоге.
Председник Републике се бирао на заједничкој седници већа Скупштине СФРЈ већином гласова присутних делегата тајним гласањем. Изабрани председник давао је свечану изјаву на заједничкој седници већа Скупштине СФРЈ.
Председник Републике је представљао Социјалистичку Федеративну Републику Југославију у земљи и иностранству. Био је председник Председништва СФРЈ и врховни командант југословенских оружаних снага. Био је и председник Савета за народну одбрану.
Председник Републике је:
- проглашавао указом савезне законе,
- проглашавао одлуку Скупштине СФРЈ о избору Савезног извршног већа,
- постављао и опозивао указом амбасадоре и посланике Социјалистичке Федеративне Републике Југославије, примао акредитивна и опозивна писма од страних дипломатских представника који су код њега акредитовани, издавао исправе о ратификацији међународних уговора,
- додељивао одликовања Социјалистичке Федеративне Републике Југославије,
- утврђивао постојање непосредне ратне опасности, наређивао општу или делимичну мобилизацију и, ако Скупштина СФРЈ и Председништво СФРЈ нису били у могућности да се састану, проглашавао ратно стање,
- оснивао одговарајуће службе за вршење послова из свог делокруга.

За време ратног стања или у случају непосредне ратне опасности, ако Председништво СФРЈ није било у могућности да се састане, председник Републике је доносио уредбе са законском снагом о питањима из надлежности Скупштине СФРЈ. Подносио је ове уредбе на потврду Скупштини СФРЈ чим би она била у могућности да се састане.
Председник Републике је могао сазвати седницу Савезног извршног већа и ставити одређена питања на дневни ред седнице. Он је председавао седници којој је присуствовао. Могао је сазвати и Савет федерације ради разматрања питања опште политике. Он је могао члану Савета федерације поверити извршење одређеног задатка.
Председник Републике као врховни командант оружаних снага Социјалистичке Федеративне Републике Југославије је:
- руководио и командовао оружаним снагама Социјалистичке Федеративне Републике Југославије и утврђивао основе планова и припремних мера за одбрану земље,
- утврђивао план употребе оружаних снага Социјалистичке Федеративне Републике Југославије за случај рата и наређивао употребу оружаних снага у миру,
- постављао, унапређивао и разрешавао генерале и адмирале, као и друге војне старешине за које то савезни закон одреди,
- постављао и разрешавао председнике, судије и судије-поротнике војних судова и војне тужиоце.

Председник Републике је могао одређене послове руковођења и командовања оружаним снагама Социјалистичке Федеративне Републике Југославије пренети на савезног секретара за народну одбрану. Савезни секретар за народну одбрану је одговарао председнику Републике за послове који су на њега пренесени.
Председник Републике је могао сазвати заједничку седницу Председништва СФРЈ и Савезног извршног већа и тој седници је председавао. Он је могао поверити потпредседнику Председништва СФРЈ вршење одређених послова из свог делокруга.